# Batistério dos arianos

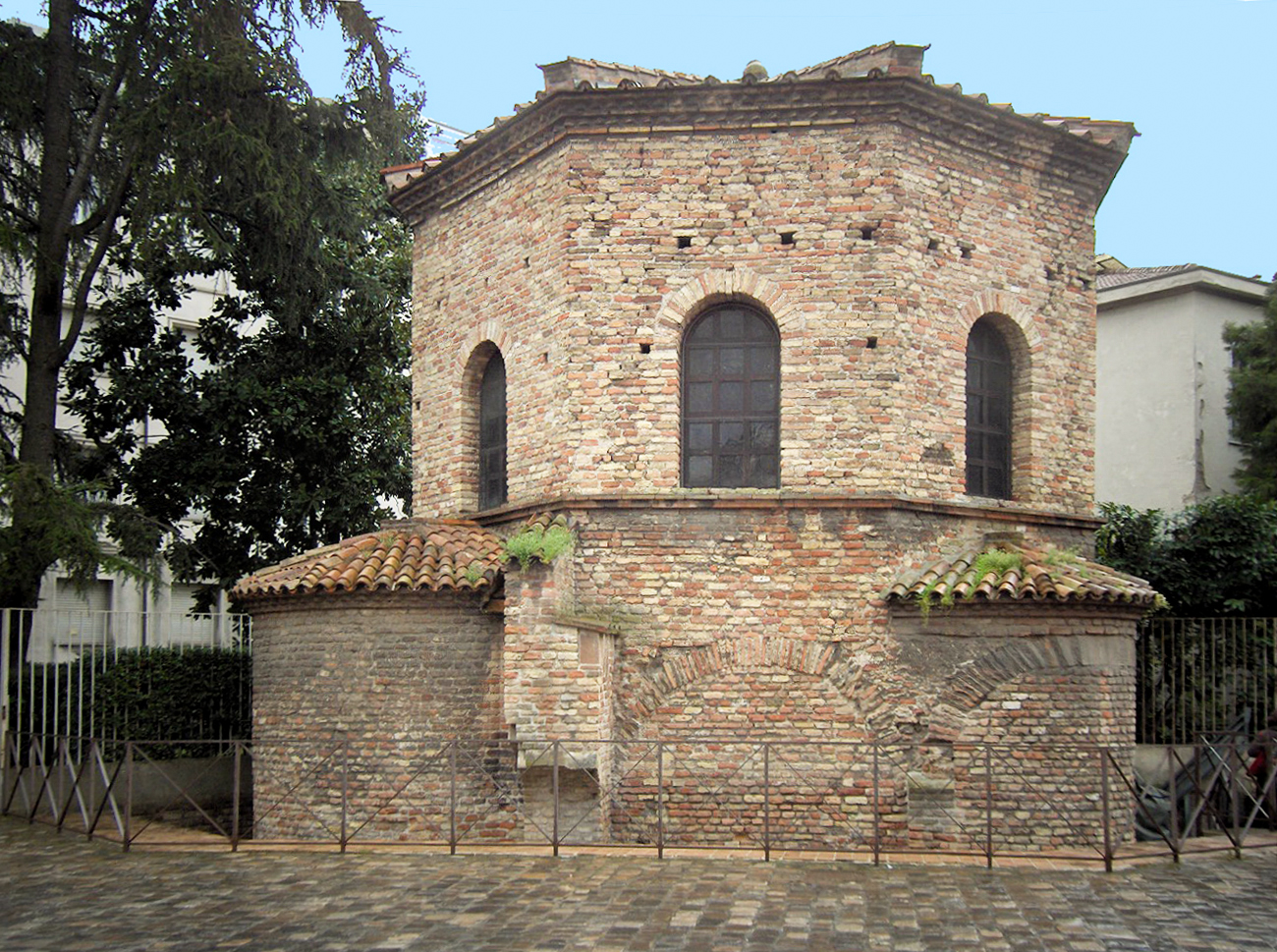
O batistério ariano

O Batistério Ariano em Ravena, Itália, é um edifício batismal cristão e foi construído na época do rei ostrogodo Teodorico , a partir do final do século V , e concluído pouco depois, na primeira metade do século VI . Era o batistério da antiga catedral ariana , hoje chamada Igreja do Espírito Santo, ao mesmo tempo que a Basílica de Santo Apolinário Novo .
Teodorico, o Grande, foi um cristão ariano que passou os seus anos de formação como refém em Constantinopla, onde recebeu uma educação abrangente que incluía costumes imperiais.  Quando adulto, a astúcia política e os feitos marciais de Teodorico renderam-lhe o respeito de outros godos.  Após anos de movimentação dentro do Império Romano, um acordo de tratado com o imperador Zenão resultou na entrega de Ravena aos godos para governar em nome do imperador. 
Teodorico, de culto ariano, decidiu permitir que os godos de culto ariano e os latinos de culto ortodoxo (onde o termo "ortodoxo" se refere aos seguidores da doutrina canônica reconhecida pela Igreja e pelo Império Romano do Oriente ) coexistissem pacificamente, mantendo as duas populações separadas, o que envolvia a distinção dos seus respectivos bairros e a construção dos seus respectivos locais de culto na cidade.
O cristianismo ariano exigia locais de culto separados do cristianismo calcedónico . Teodorico não desarraigou os cristãos calcedônios que viviam em Ravena. Em vez disso, foram encomendados locais de culto separados, resultando na construção de uma catedral e de um baptistério arianos. 
O batistério octogonal foi construído com tijolos, e o interior teria sido adornado por muitos mosaicos, mas hoje, apenas o mosaico da cúpula permanece, representando uma cena do batismo de Jesus. 
O batistério compartilha várias semelhanças com o Batistério Ortodoxo Neoniano, tanto na estrutura quanto na composição do mosaico.
Depois que o arianismo foi condenado, o batistério foi convertido numa estrutura calcedónica. Hoje, o Batistério Ariano está registado como Patrimônio Mundial da UNESCO . 

## Forma e estrutura

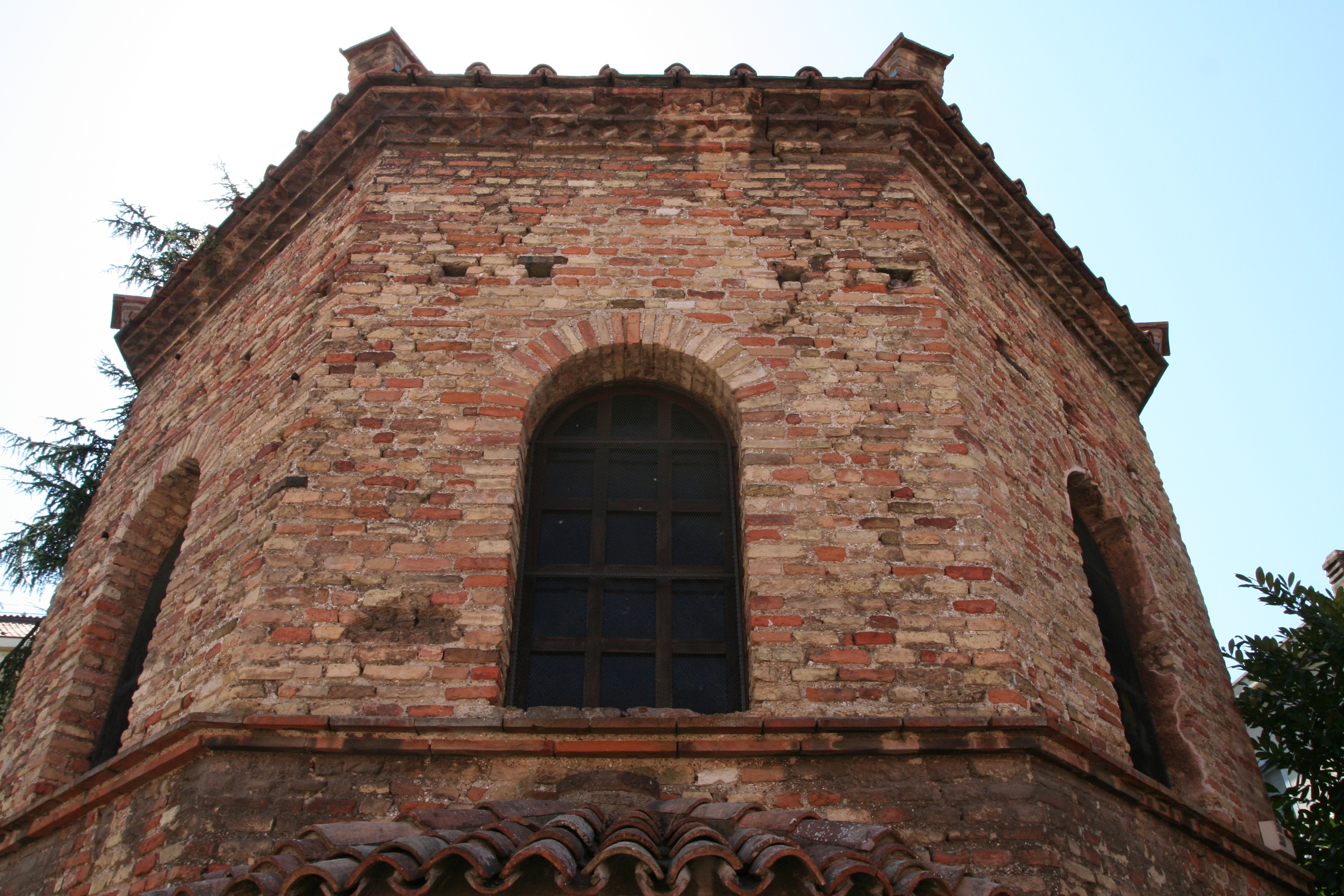
Batistério de perto

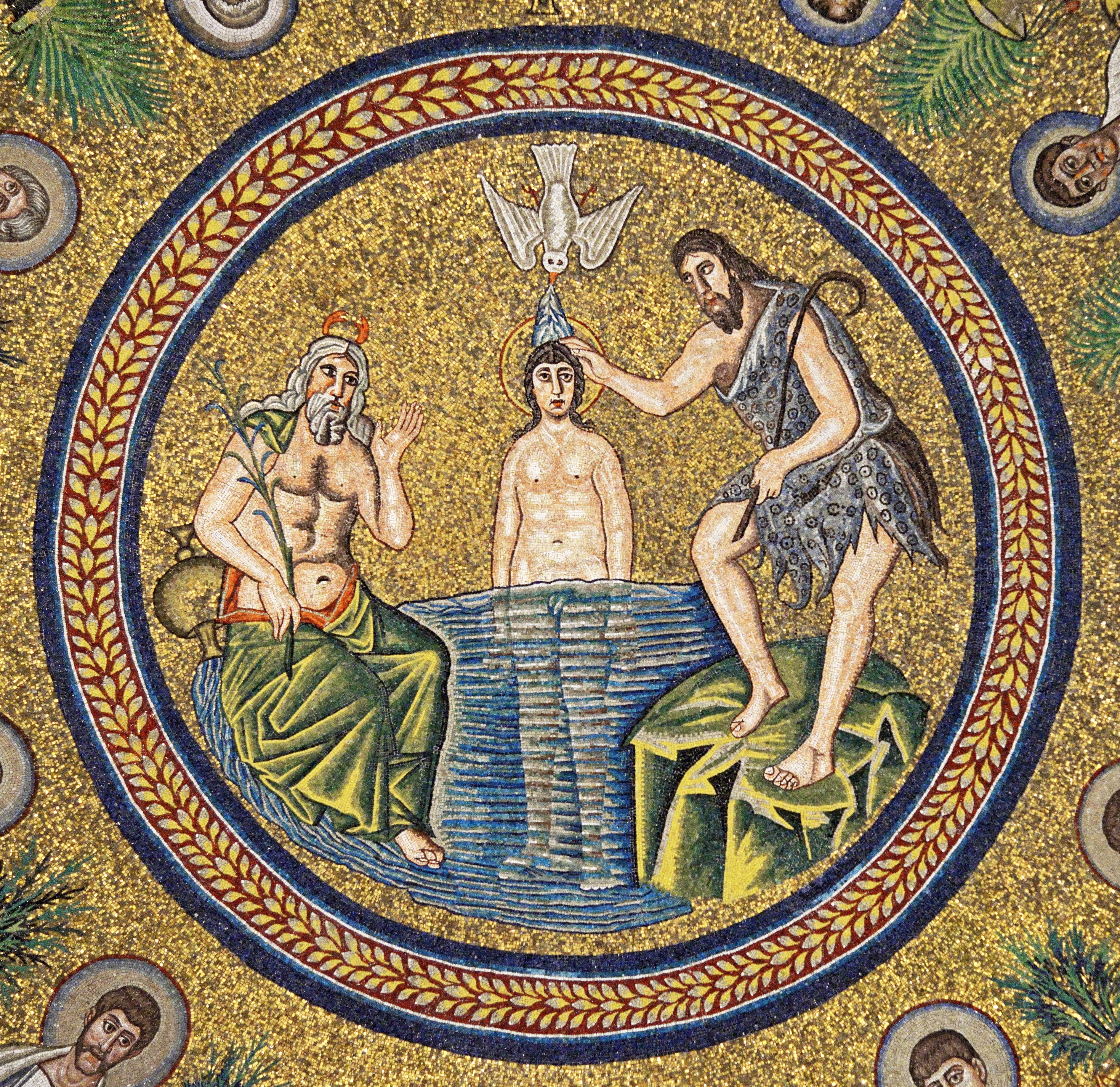
Detalhes do medalhão central